# Bahnhof Lyss

Der Bahnhof Lyss ist ein wichtiger Verkehrsknoten in Lyss im Schweizer Seeland. Er ist der grösste der insgesamt drei Bahnhöfe auf dem Gemeindegebiet: Lyss, Lyss Grien und Busswil.
Vom Lysser Bahnhof gibt es im Halbstundentakt Schnellzugverbindungen nach Bern und Biel/Bienne sowie S-Bahnen nach Busswil–Biel/Bienne und Münchenbuchsee–Bern–Belp. Des Weiteren bestehen Regionalverbindungen nach Lyss Grien–Kerzers(–Bern) und nach Busswil–Büren an der Aare.

## Lage

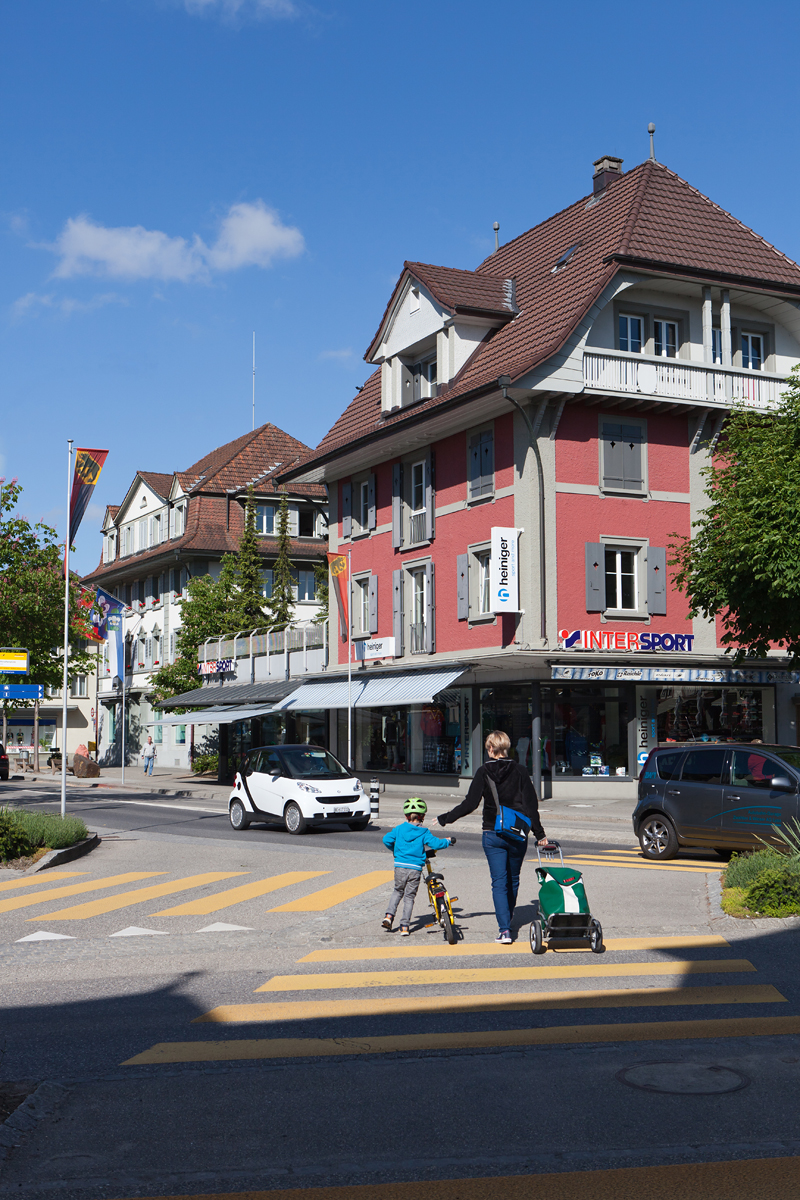
Hirschenplatz in Lyss (2013)

Der Bahnhof liegt mitten im Zentrum von Lyss und ist von überall schnell zu erreichen. In der Nähe befinden sich der Lyssbachpark, das Seeland-Center und der Hirschenmarkt, welcher direkt am Hirschenplatz liegt.
Mit diversen Buslinien von PostAuto und dem Regionalverkehr Bern-Solothurn ist der Bahnhof in der Umgebung schnell zu erreichen. Ausserdem wird der Hauptbahnhof durch drei Ortsbuslinien, welche vom RBS betrieben werden, bedient.

### Monopoliplatz
Der Bahnhofplatz in Lyss wurde 2009 nach der italienischen Schwesterstadt Monopoli benannt. Somit hat die Gemeinde Lyss den am meisten belebten Platz in Lyss der Schwesterstadt gewidmet.

### Lyssbachpark
Der Lyssbachpark ist ein Einkaufszentrum, das ungefähr zwei Gehminuten vom Bahnhof entfernt ist. Der Lyssbachpark hat eine eigene Bushaltestelle, die durch die Ortsbuslinie 364 und die Buslinie 74 (Lyss-Biel) bedient wird.

### Hirschenplatz
Der Hirschenplatz ist wohl der am meisten von Auto und Bus befahrene Ort in Lyss. Am Hirschenplatz kreuzen sich die Hauptstrasse 6 und die Hauptstrasse 22. Vom Bahnhof sind es drei Gehminuten zum Hirschenplatz (1 Station mit dem Bus).

## Geschichte

Der Bahnhof Lyss im Ersten Weltkrieg

Bahnhofgebäude, Bahnseite (1976)

### Erstes Empfangsgebäude (1864–1954)
Das erste Empfangsgebäude wurde 1864 mit dem Bau der Bahnstrecke Biel/Bienne-Bern fertiggestellt. Daneben wurde im selbigen Jahr ein Restaurant eröffnet, welches später als Dienstgebäude der verstaatlichten Jura-Bahn und schlussendlich als Postgebäude der PTT verwendet wurde. Auch wenn es zum Zeit des Baus zeitgemäss war, so sah man dieses in den 1950er als veraltete und schlechte Visitenkarte für Lyss an. Bis auf zwei kleinere Erweiterungsbauten wurden in den 90 Jahren kaum grössere Veränderungen am Bahnhof durchgeführt. Gemeinsam mit nicht mehr angemessenen Diensträumen und einer Erweiterung der Bahnhofs, wurde das der Neubau nach einer Gemeindeabstimmung am 5./6. Juli 1952 angenommen, und das alte Gebäude abgerissen und durch ein neues ersetzt.

### Bahnstrecke Biel/Bienne–Bern
Im Jahr 1864 wurde die Bahnstrecke Biel/Bienne-Bern und somit auch der Bau des Bahnhof Lyss fertiggestellt.

### Bahnstrecke Lyss–Solothurn
1864 wurde das erste Teilstück Lyss-Busswil der Strecke Lyss-Solothurn eröffnet. Ende des Jahres 1876 wurde schliesslich auch die Strecke Busswil-Solothurn fertiggestellt. 1994 wurde das Teilstück Büren-Solothurn stillgelegt, so fahren bis heute die Züge nur von Lyss nach Büren an der Aare.

### Bahnstrecke Kerzers–Lyss
Ebenfalls 1876 nahm die Chemins de fer de la Suisse Occidentale die Bahnstrecke Murten-Kerzers-Fräschels in Betrieb. Am selben Tag nahm die Jura bernois ihr Teilstück zwischen Fräschels und Lyss in Betrieb, so dass die Bahnlinie als Ganzes zwar von zwei Gesellschaften, doch an einem einzigen Tag in Betrieb ging.

## Der Bahnhof heute

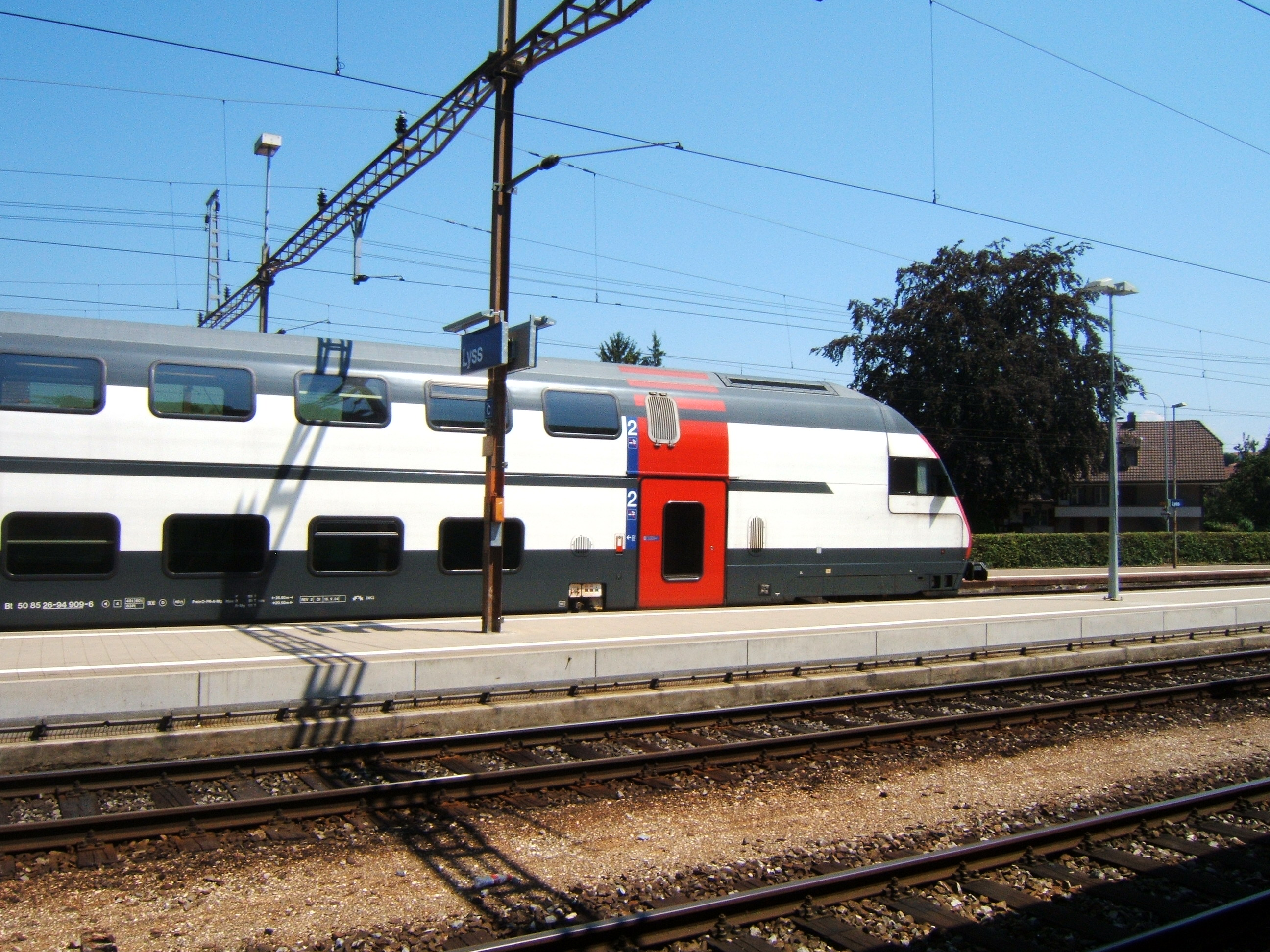
Schnellzug der SBB in steht zur Abfahrt in Richtung Bern bereit (2006)

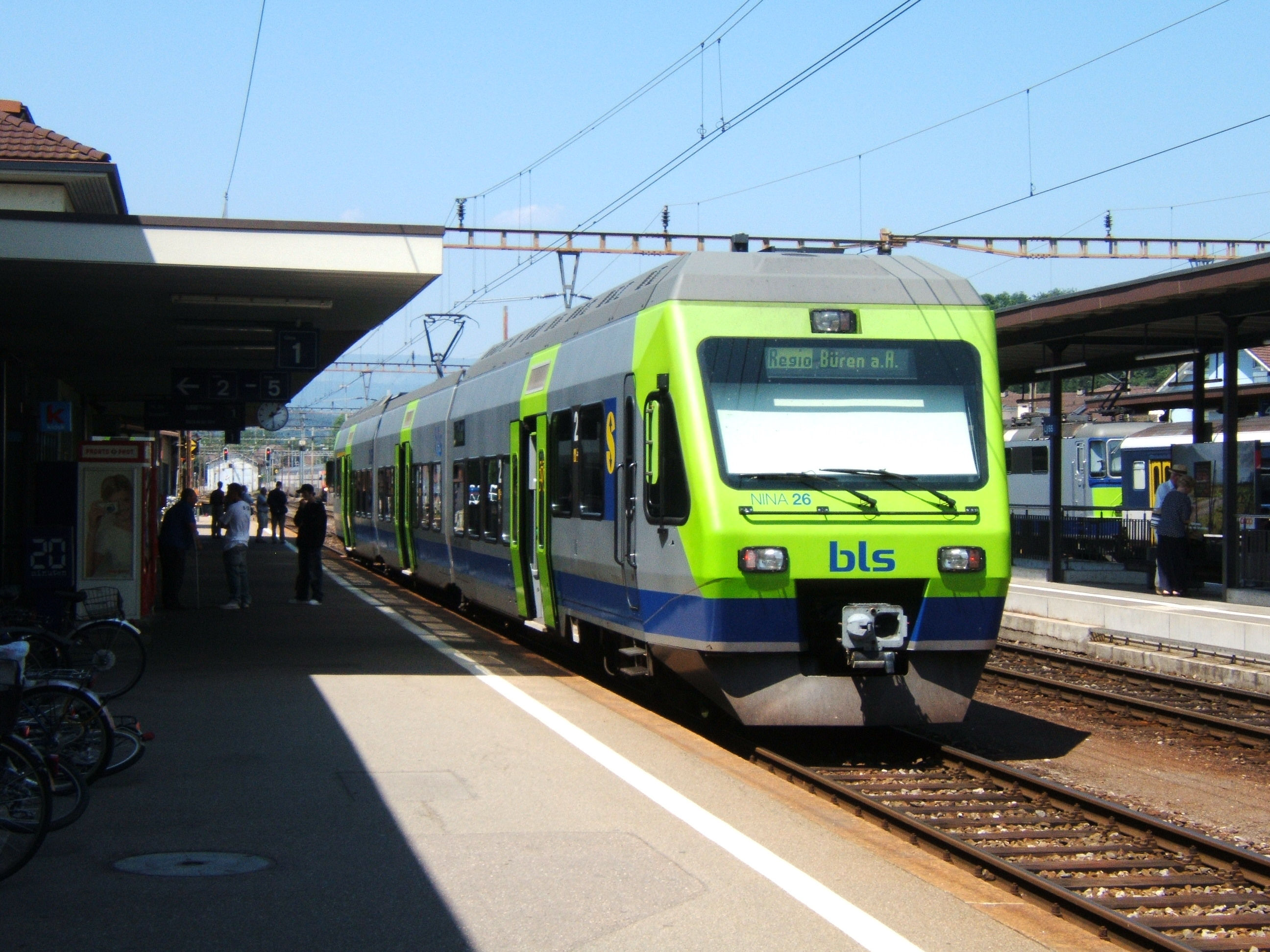
NINA der BLS steht zur Abfahrt nach Büren bereit (2006)

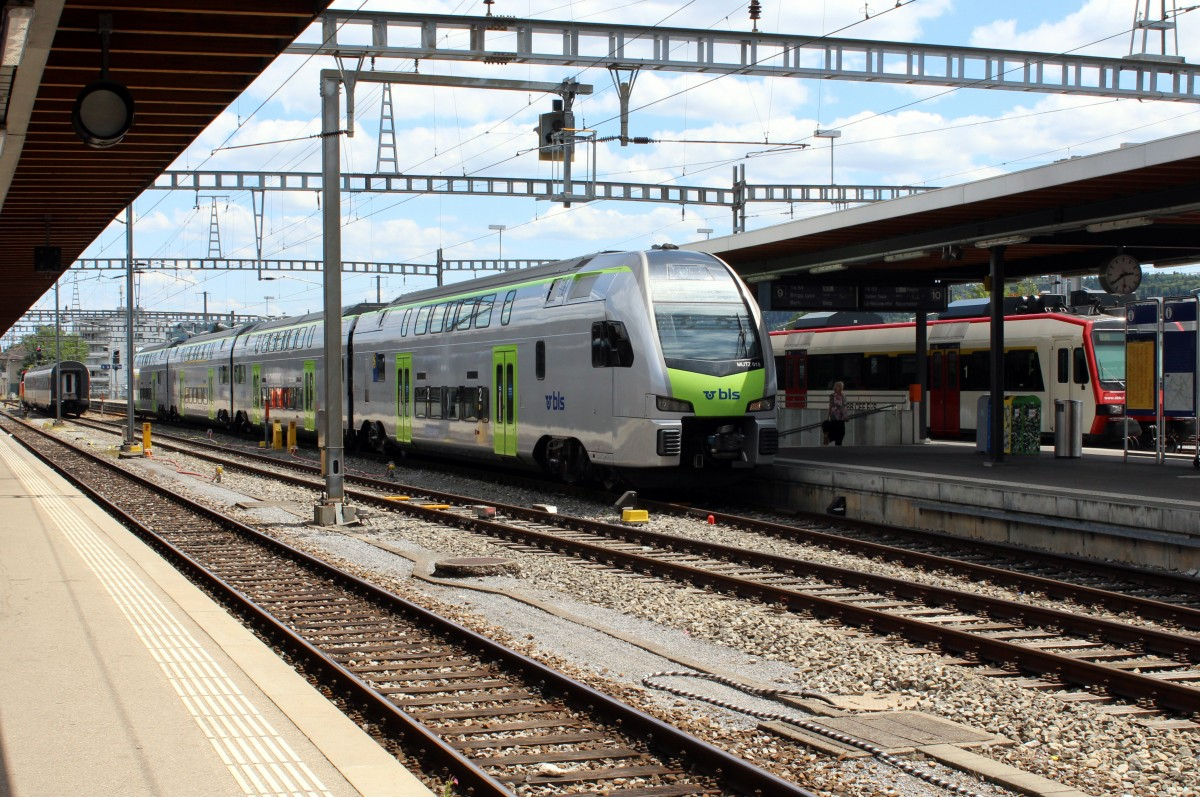
BLS MUTZ steht in Biel/Bienne zur Abfahrt nach Lyss-Bern bereit. Auf den Linien S-Bahn Linien S3 und S31 verkehren ausschliesslich diese Züge (2015)

Der Bahnhof ist ein wichtiger Verkehrsknoten und zu den Stosszeiten oft überlastet (Stand 2017).
Zu den Stosszeiten verkehren pro Stunde je sechs Verbindungen nach Bern und Biel/Bienne, zwei Verbindungen nach Büren und eine Verbindung nach Kerzers. Das Perron der Gleise 4 und 5 verfügt seit dem Sommer 2020 einen rollstuhlgerechten Aufgang.

## Verbindungen

### Fernverkehr
Seit dem Fahrplanwechsel im Dezember 2019 wird die Strecke Bern–Biel/Bienne durch die BLS Fernverkehr AG als InterRegio bedient. Vorher wurde die Strecke durch die SBB als RegioExpress gefahren.
| Linie | Strecke                   | Rollmaterial        | Abfahrtszeiten  |
| ----- | ------------------------- | ------------------- | --------------- |
| 65    | Biel/Bienne – Lyss – Bern | BLS RABe 515 «Mutz» | alle 30 Minuten |

### Regionalverkehr
| Linie | Strecke                                             | Rollmaterial         | Abfahrtszeiten                                                        |
| ----- | --------------------------------------------------- | -------------------- | --------------------------------------------------------------------- |
| S 3   | Belp – Bern – Lyss – Biel/Bienne                    | BLS RABe 515 «Mutz»  | regelmässig: alle 30 Minuten                                          |
| S 31  | Belp – Bern – Münchenbuchsee (– Lyss – Biel/Bienne) | BLS RABe 515 «Mutz»  | Nur Mo–Fr zu Hauptverkehrszeiten: alle 30 Minuten                     |
| S 35  | Kerzers – Kallnach – Aarberg – Lyss                 | BLS RBDe 560 «Jumbo» | regelmässig: alle 60 Minuten                                          |
| S 36  | Lyss – Dotzigen – Büren a. A.                       | BLS RBDe 560 «Jumbo» | regelmässig: alle 60 Minuten; zu Hauptverkehrszeiten: alle 30 Minuten |